# Affranchissement
Pour l’article homonyme, voir Affranchissement (système postal).
L’affranchissement est une procédure juridique ou humaniste qui permet au propriétaire d'un esclave de lui rendre sa liberté.

## Antiquité

### Grèce antique
La pratique de l’affranchissement est attestée à Chios dès le VIe siècle. Il est probable qu’elle remonte à l’époque archaïque, la procédure se faisant alors par oral. Des affranchissements informels sont également attestés à la période classique : il suffit de s’assurer des témoins, ce qui conduit des citoyens à affranchir leur esclave en pleine représentation théâtrale ou en pleine délibération du tribunal. La chose sera au reste interdite à Athènes au milieu du VIe siècle, pour éviter des troubles à l’ordre public.
La pratique devient plus courante à partir du IVe siècle et donne lieu à des actes gravés sur pierre, qui ont été retrouvés dans des sanctuaires comme ceux de Delphes ou Dodone. Ils datent principalement du IIe et du Ier siècle. S'il existe des cas d'affranchissement collectif, comme à Thasos au cours du IIe siècle, pour remercier les esclaves de leur fidélité, il s'agit dans la grande majorité des cas d'un acte volontaire de la part du maître — un homme mais aussi, surtout à partir de l'époque hellénistique, une femme. L’esclave ne paraît guère avoir son mot à dire et les femmes ne semblent guère en bénéficier plus que les hommes. L’esclave est souvent tenu de se racheter, pour un montant au moins équivalent à sa valeur marchande. Pour ce faire, il peut prélever sur son éventuel pécule, contracter un prêt amical (ἔρανος / eranos) ou emprunter à son maître. Dans le discours de Démosthène Contre Nééra , les amants d'une hétaïre se réunissent pour l'aider à se racheter. L’affranchissement a souvent une nature religieuse : soit l’esclave est réputé vendu à la divinité (bien souvent Apollon delphien), soit il est consacré après son affranchissement. Le temple perçoit alors une partie de la somme versée en rachat, et garantit la validité du contrat. L’affranchissement peut aussi être entièrement civil, des magistrats jouant alors le rôle de la divinité et percevant également une taxe.
La liberté gagnée par l’esclave peut être totale ou partielle, au choix du maître. Dans le premier cas, l’affranchi est protégé juridiquement contre toute tentative de le réduire de nouveau en esclavage, par exemple de la part des héritiers de son ancien maître. Dans le second, l’affranchi peut être soumis à un certain nombre d’obligations vis-à-vis de son ancien maître. Le contrat le plus contraignant est la paramonê, sorte de servitude à durée limitée (souvent jusqu'à la mort de l'ancien maître) durant laquelle le maître garde presque tous ses droits sur l’affranchi,. Au regard de la cité, l’affranchi est loin d’être l’égal d’un citoyen de naissance. Il semble soumis à toutes sortes d’obligations si on en croit Platon qui, dans Les Lois, envisage, pour sa Cité idéale, une législation particulièrement sévère : présentation trois fois par mois au domicile de l’ancien maître, interdiction de devenir plus riche que ce dernier , etc. En fait, le statut de l’affranchi se rapproche de celui du métèque.

### Rome antique
Dans la Rome antique, un affranchi (en latin libertus ou libertinus) est un esclave qui a été affranchi par son maître par une procédure appelée manu missio ou manumission. Il devient un homme presque libre, il reste client : il n'a pas tous les droits de l'homme libre comme le précise le statut dans le système légal romain (en). Les enfants seront des hommes libres à part entière. L'esclavage est donc tempéré par l'affranchissement : celui-ci est une étape intermédiaire entre l'esclavage et la liberté (libertus).
Le milieu servile romain est très hétérogène et l'on peut distinguer plusieurs catégories au sein desquelles le taux d’affranchissement n’a pu qu’être différent :
- les artisans et les commerçants : les inscriptions témoignant dans ce secteur d’un grand nombre d'affranchis, qui sont, par définition, entrés dans le métier comme esclaves, laissent entrevoir l’esclavage comme une forme normale d’apprentissage, une propédeutique à la liberté ;
- les domesticités urbaines ;
- les esclaves ruraux, la familia rustica. Il y a une grande différence entre le sort de l'esclave qui travaille dans une petite propriété ou dans une exploitation moyenne et celui de l'esclave attaché à un grand domaine.

À une époque ancienne, le petit agriculteur possède peu d'esclaves, parfois même un ou deux seulement, qui lui suffisent à cultiver sa terre. Le maître demeurait proche de l'esclave. Maîtres et esclaves travaillaient côte à côte et leurs vies présentaient, dans leur rudesse, bien des traits communs (Juvénal, Satires).

#### Méthodes d'affranchissement
Un esclave pouvait être affranchi grâce au testament du maître ou en raison de services exceptionnels rendus au maître par l'esclave (manumissio testamento). Il peut aussi être affranchi en échange d'une somme d'argent relativement importante. L'esclave affranchi prend le nom et le prénom de son maître, devenu son patronus. Le cognomen est son nom d'esclave. Il existe un avantage financier pour le maître : les sénateurs ne peuvent faire du commerce, alors ils utilisent un affranchi qui va leur servir de prête-nom pour exercer des activités financières. Pour affranchir un esclave, un simple texte pouvait suffire ou la présence d'un magistrat (témoin). Il existait un rituel religieux, un geste symbolique du maître affranchissant l'esclave (manumissio vindicta). La troisième forme d'affranchissement était l'inscription de l'affranchi sur les listes de citoyen (manumissio census). Au cours de l'Empire, l'affranchissement n'a cessé de croître. Auguste a promulgué plusieurs lois, comme la Lex Aelia Sentia, qui limitait l'âge minimum du maître qui affranchit (20 ans) et l'âge de l'esclave à affranchir (30 ans). Si cette loi n'était pas respectée, l'affranchi devenait un latin junien (Latini iuniani), et ne possédait que le droit latin. Les maîtres affranchissaient souvent les enfants illégitimes de leurs esclaves, cependant ces enfants restaient pauvres, ne pouvant hériter.
Certains étaient gladiateurs (certains gladiateurs étant des esclaves), ou d'autres de simples esclaves domestiques.

#### Statut social
Si la procédure légale a été respectée, l'affranchi prend le statut juridique de son ancien maître et devient citoyen romain, avec toutefois une restriction : l'accès aux honneurs de la cité (jus honorum : le droit aux magistratures) ne lui est pas ouvert. Le sommet de l'ascension sociale est pour les plus riches affranchis l'appartenance aux seviri augustales. La pleine citoyenneté commence à être prise en compte pour les enfants de l'affranchi. L'affranchi devient le client de son ancien maître, qui devient son patron, et qui l'intègre à sa famille élargie en lui donnant son nom de famille (nomen).
De plus, le maître peut devenir l'avocat de son affranchi dans un procès.
Concernant ses droits, l'affranchi n'a pas tous les droits de l'homme libre. S'il a le droit de vote (jus suffragii), il n'a pas le droit d'être élu (jus honorum). Il n'a pas le droit d'entrer dans l'armée à l'exception des cohortes de Vigiles Urbani à Rome. Il a le droit de participer à certains cultes de la cité. Concernant ses devoirs, comme pour un client, l'affranchi reste à la disposition de l'ancien maître et n'a pas le droit de l'attaquer en justice. L'affranchi garde des liens de loyauté avec le maître. L'affranchi a donc son statut et sa place dans la société romaine. Le développement des activités financières interdites à la classe sénatoriale, la plus riche, fait qu'il est souvent apparenté à un « nouveau riche ». Le nombre d'affranchissements augmente lors de l'Empire, au point que Auguste promulgue des lois qui limitent le nombre maximum d'esclaves affranchis par testament.

## Afrique

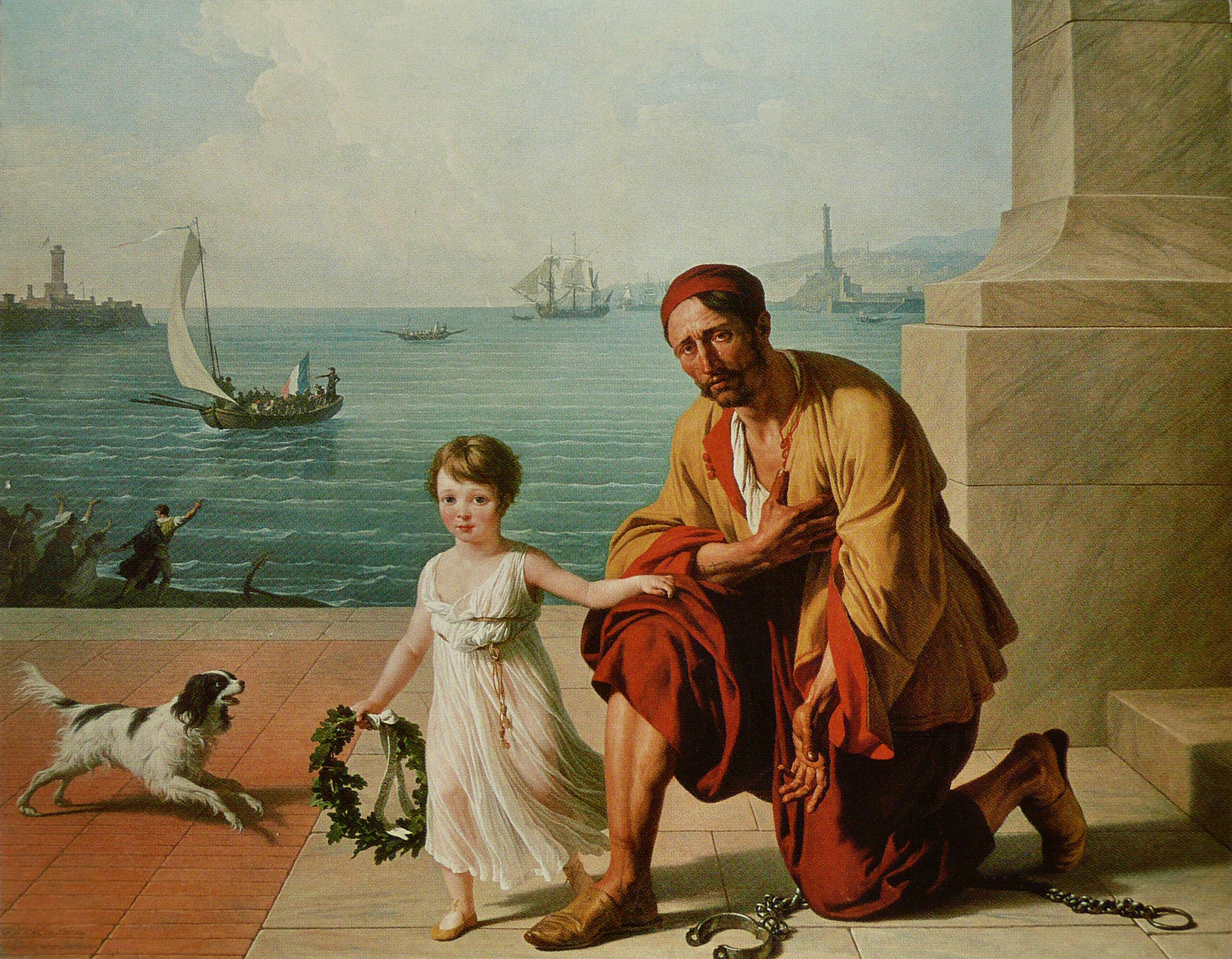
Allégorie de la libération des esclaves de la régence d'Alger par Jérôme Bonaparte en 1806.